# Mona Eliasson
Mona Lisbet Eliasson, född 26 oktober 1940 i Uddevalla, är en svensk psykolog.
Eliasson blev filosofie kandidat vid Uppsala universitet 1963, filosofie doktor vid Uppsala universitet 1976, forskningsassistent vid Boston University 1966–1970, vid Uppsala universitet 1971–1980, var forskare vid Centrum för kvinnliga forskare och kvinnoforskning i Uppsala från 1980 och sedermera professor i psykologi med genusinriktning vid Högskolan i Gävle. Hon tilldelades Uppsala kommuns hedersmedalj 2017 för sitt arbete som ordförande för mottagningen mot våld i nära relationer i Uppsala.